# Kimmerosaurus
Kimmerosaurus ist eine Gattung der Cryptocleididae aus der Gruppe der Plesiosaurier (Plesiosauria), welche während des Oberjura (Kimmeridgium bis Tithonium) auf dem Gebiet des heutigen England lebte, das damals ein Archipel mehrerer kleiner Inseln im Tethys-Ozean war. Einzige Art der monotypischen Gattung ist Kimmerosaurus langhami.

## Beschreibung
Bisher wurden von Kimmerosaurus nur ein Schädel und einige Wirbel gefunden, weshalb viele Merkmalsbeschreibungen von Kimmerosaurus sich auf Merkmale seiner Zähne stützen. Seine Zähne sind bukkolingual komprimiert und zurückgebogen. Das Zwischenkieferbein ist mit 8 Zähnen besetzt. Jeder Ramus hat 36 Zähne. Das Scheitelbeine von Kimmerosaurus formen keinen Scheitelkamm. Die Axis- und Atlashalswirbel von Kimmerosaurus ähneln denen des Plesiosauriers Colymbosaurus. Äußerlich gleicht der Schädel dem des mit ihm nahe verwandten Cryptoclidus, ist jedoch viel breiter.

## Funde
Bisher wurden von Kimmerosaurus lediglich der Schädel und Teile des Halses gefunden, so dass man nicht mit Sicherheit sagen kann, wie der Rest des Tieres aussah. Aufgrund der Ähnlichkeit einiger Halswirbel mit denen von Colymbosaurus und der Tatsache, dass von Colymbosaurus niemals ein Schädel gefunden wurde, nehmen einige Paläontologen an, dass der Schädel von Kimmerosaurus eigentlich zu Colymbosaurus gehört.

## Etymologie
Der Name Kimmerosaurus leitet sich einerseits vom Cimmeridge Clay, der Formation in England, in der man die Fossilien fand, und von dem griechischen Wort "sauros" für "Echse" ab.

## Paläoökologie
Die gefundenen Fossilien von Kimmerosaurus stammen aus Sedimenten des Oberjura (Kimmeridgium bis Tithonium) von England. Damals bestand Europa aus einer Vielzahl größerer und kleinerer Inseln, welche im Tethys-Ozean lagen und ein Archipel bildeten. Die seichten Gewässer vor den Küsten auf dem Gebiet des heutigen England beherbergten eine große Vielzahl an Fischen und Mollusken wie den Ammoniten. Damit fand Kimmerosaurus in den warmen, seichten Gewässern ideale Jagdgründe vor. Er teilte sich seinen Lebensraum mit Ichthyosauriern wie Ophthalmosaurus, Metriorhynchiden wie Dakosaurus, aber auch mit großen Plesiosauriern wie Pliosaurus.